# Status quaestionis
Status quaestionis é uma frase em latim traduzida aproximadamente como "o estado da investigação" é mais comumente empregada na literatura acadêmica para se referir de maneira resumida aos resultados acumulados, ao consenso acadêmico e às áreas que ainda devem ser desenvolvidas sobre um determinado tópico. A frase é freqüentemente usada por historiadores antigos, classicistas, teólogos, filósofos, estudiosos da Bíblia e acadêmicos em áreas afins, como a história da igreja.